# Fuerza Aérea del Área R
La Fuerza Aérea del Área R (R方面航空部隊, R-Hōmen Kōkū Butai) fue una unidad del Servicio Aéreo de la Armada Imperial Japonesa durante la guerra del Pacífico que participó en la campaña de Guadalcanal y la campaña de las Islas Salomón. La unidad operaba hidroaviones con la misión principal de proteger los convoyes de reabastecimiento que se dirigían a Guadalcanal y realizar reconocimientos aéreos.

## Historia
La Fuerza Aérea del Área R fue creada por la 8.ª Flota el 28 de agosto de 1942 en respuesta al desembarco aliado en Guadalcanal unas semanas antes. Operaba exclusivamente hidroaviones para compensar la falta de bases terrestres en el área de las Islas Salomón. La fuerza principal de la unidad procedía de la 11.ª División de Hidroaviones, cuyo comandante, el contralmirante Takatsugu Jōjima, también se convirtió en el comandante de la Fuerza Aérea del Área R. Los escuadrones los 4 portahidroaviones de la división (el Chitose, el Kamikawa Maru, el Sanyō Maru y el Sanuki Maru) formaron dos grupos aéreos. Eventualmente, aviones de otros escuadrones también se unieron a la Fuerza Aérea del Área R, como el Kunikawa Maru. Su base principal estaba en las Islas Shortland, que también era el área de preparación para los convoyes de reabastecimiento a Guadalcanal. La misión principal de la Fuerza Aérea del Área R era proporcionar cobertura aérea a los barcos de reabastecimiento durante sus recorridos que se dirigían a Guadalcanal a través del estrecho de Nueva Georgia. El 5 de septiembre, construyeron una base avanzada en la bahía de Rekata en la isla de Santa Isabel, lo que permitió a los hidroaviones atacar Punta Lunga en Guadalcanal. Sin embargo, debido a que estaba dentro del alcance de Cactus Air Force, solo se usó como punto de parada y los hidroaviones de la unidad no se mantuvieron allí por mucho tiempo en un momento dado.
El 12 de septiembre, el escuadrón del Chitose tenía 16 Mitsubishi F1M y siete hidroaviones Aichi E13A al mando del teniente Takeshi Horihashi, mientras que el escuadrón del Kamikawa tenía dos hidroaviones F1M y 11 Nakajima A6M2-N al mando del teniente Jirō Ono, ambos formando el 1.º Grupo. El escuadrón del Sanyō tenía seis hidroaviones F1M y dos E13A al mando del teniente Tadashi Yoneda, mientras que el del Sanuki tenía seis hidroaviones F1M al mando del teniente Kaneshige Watanabe, ambos formando el 2.º Grupo. En la mañana del 14 de septiembre, tres Zeros del Kamikawa al mando del teniente Masashi Kawashima volaron desde la bahía de Rekata para realizar una misión de reconocimiento sobre el campo Henderson y comprobar si el Ejército Imperial Japonés había logrado capturar el aeródromo en su asalto. Fueron interceptados por siete cazas Grumman F4F Wildcat de la Armada de los EE. UU. del campo Henderson y todos ellos fueron derribados con la pérdida de un Wildcat. Esa tarde, el contralmirante Jōjima comprometió la mayor parte de la fuerza de la Fuerza Aérea del Área R en un ataque al atardecer en el campo Henderson. El teniente Horihashi (hikōtaichō del Chitose) dirigió 19 hidroaviones F1M, cada uno equipado con dos bombas de 60 kg, mientras que dos Zeros proporcionaban la escolta. Bombardearon el aeródromo después de la puesta del sol, pero fueron interceptados por una combinación de once cazas Wildcat de la Armada de los EE. UU. El ataque le costó a la Fuerza Aérea del Área R dos hidroaviones F1M (incluido el del teniente Yoneda, buntaichō del Sanyō que acabó muriendo en combate).
La base en la bahía de Rekata fue descubierta por los Aliados el 16 de septiembre y posteriormente fue atacada varias veces por aviones aliados. En la mañana del 5 de octubre, aviones del portaaviones Hornet atacaron las Islas Shortland. Ningún barco fue alcanzado, pero tres hidroaviones Kawanishi H8K del Grupo Aéreo de Tōkō amarrados en Faisi sufrieron graves daños por ametralladoras. Varios hidroaviones F1M al mando del teniente Watanabe (buntaichō del Sanuki) y dos Zeros del Kamikawa al mando del suboficial Jirō Kawai interceptaron el ataque aéreo de la USN y perdieron un hidroavión F1M. Simultáneamente, la Cactus Air Force se dirigió a la bahía de Rekata con varios bombarderos Douglas SBD Dauntless y Grumman TBF Avenger, donde fueron interceptados por tres Zeros del Kunikawa al mando del suboficial Haruzō Ōta. En el enfrentamiento, Ōta logró derribar un bombardero en picado SBD.
Dado que los viajes regulares de reabastecimiento de los destructores no podían entregar equipos pesados en Guadalcanal, como la artillería, los hidroaviones del Chitose y del Nisshin se utilizaron como transportes de alta velocidad a lo largo de los destructores durante octubre. Las misiones frecuentes para proporcionar cobertura aérea sobre los convoyes de reabastecimiento, combinadas con defensas de base ocasionales, cobraron un alto precio en la Fuerza Aérea del Área R. Para el 8 de octubre, la fuerza restante era de cinco A6M2-N Zero del Kamikawa, 12 hidroaviones F1M del Chitose, del Sanuki, del Sanyō y del Kunikawa, y nueve hidroaviones E13A del Chitose y del Sanyō. En la noche del 8 de octubre, el teniente Watanabe dirigió ocho hidroaviones F1M para cubrir el transporte de alta velocidad del Nisshin y cinco destructores que se dirigieron a Guadalcanal. Interceptaron un ataque de bombarderos SBD y TBF escoltados por 11 cazas Wildcat. Si bien el combate aéreo subsiguiente derribó dos hidroaviones F1M y un caza Wildcat, los bombarderos estadounidenses no lograron alcanzar ningún impacto en los barcos.
El 12 de octubre, el 14.º Grupo Aéreo con nueve Zeros se unió a la Fuerza Aérea del Área R (entregados por el Kiyokawa Maru) y la fuerza continuó brindando cobertura aérea para las operaciones regulares de reabastecimiento de los destructores. El 7 de noviembre, el teniente Hiderō Gotō dirigió cinco Zero del 802.º Grupo Aéreo (renombrado como 14.º Grupo Aéreo) para cubrir 11 destructores en su viaje de reabastecimiento a Guadalcanal, cuando interceptaron un gran ataque de la Cactus Air Force. El combate resultante representó la pérdida de todos los hidroaviones, sin embargo, a cambio, derribaron al as de la Armada de los EE. UU. Joe Foss. Los japoneses hicieron el último intento de reabastecer a Guadalcanal con 11 grandes transportes y 11 destructores al mando del contraalmirante Raizō Tanaka el 14 de noviembre. La Fuerza Aérea del Área R proporcionó ocho hidroaviones F1M al mando del teniente Shōichi Koyanagi del Kunikawa para cubrir el convoy. El combate aéreo sobre los barcos resultó en la pérdida de tres hidroaviones F1M. Al día siguiente, proporcionaron diez hidroaviones F1M más al mando del teniente Horihashi y el teniente Watanabe y perdieron dos más, uno de los cuales transportaba a Watanabe, quien murió en combate. Además, el esfuerzo de reabastecimiento fracasó ya que solo cuatro transportes finalmente llegaron a Guadalcanal, pero todos fueron destruidos antes de que pudieran descargar su carga.
El Cuartel General Imperial decidió abandonar el esfuerzo por recuperar Guadalcanal y planeó una retirada de las unidades terrestres para enero y febrero de 1943. La Fuerza Aérea del Área R proporcionó cobertura aérea para la evacuación durante la Operación Ke. Continuaron operando a lo largo de 1943, cuando los Aliados se trasladaron a las Islas Salomón. En espera de la pérdida de Nueva Georgia, a finales de agosto se evacuó la base avanzada en la bahía de Rekata.